# NGC 1466
NGC 1466 је збијено звјездано јато у сазвежђу Хидрус које се налази на NGC листи објеката дубоког неба.
Деклинација објекта је - 71° 40' 18" а ректасцензија 3h 44m 33,4s. Привидна величина (магнитуда) објекта NGC 1466 износи 11,4. NGC 1466 је још познат и под ознакама ESO 54-SC16.